# Bruno Pradal
Bruno Pradal (Rabat, 17 luglio 1949 – Saran, 19 maggio 1992) è stato un attore francese.
Era il padre dell'attore Yann Pradal.

## Biografia
Pradal giunse in Francia all'età di 9 anni e visse a Saint-Germain-en-Laye, dove studiò fino all'età di 17 anni.
Frequentò il Conservatorio di Saint-Germain-en-Laye e le lezioni di Jacqueline Rouillard, prima di iscriversi ai corsi di recitazione presso il Drama Centre in Rue Blanche.
Mentre tornava dalle riprese della miniserie Secret de famille, interpretata a fianco di Véronique Genest, rimase vittima di un incidente stradale contro un camion sulla A10 a Saran, vicino a Orléans, e morì sul colpo all'età di 42 anni. È sepolto a Joigny (dipartimento della Yonne).

## Filmografia
- La Maison de campagne, regia di Jean Girault (1969)
- Morire d'amore (Mourir d'aimer), regia di André Cayatte (1971)
- A denti stretti (La Saignée), regia di Claude Mulot (1971)
- A cuore freddo, regia di Riccardo Ghione (1971)
- Un corpo da possedere (Hellé), regia di Roger Vadim (1972)
- Pas folle la guêpe, regia di Jean Delannoy (1972)
- Il grande bordello (Quelques messieurs trop tranquilles), regia di Georges Lautner (1973)
- Les Anges, regia di Jean Desvilles (1973)
- L'Arriviste, regia di Samy Pavel (1976)
- Une fille cousue de fil blanc, regia di Michel Lang (1977)
- Éclipse sur un ancien chemin vers Compostelle, regia di Bernard Ferié (1980)
- Donna tra cane e lupo (Femme entre chien et loup), regia di André Delvaux (1979) - voce
- Charlie Bravo, regia di Claude Bernard-Aubert (1980)
- Lune de Novembre, regia di Alexandra von Grote (1985)
- La ragazza senza fissa dimora (Rue du départ), regia di Tony Gatlif (1986)
- La Rumba, regia di Roger Hanin (1987)
- Adieu je t'aime, regia di Claude Bernard-Aubert (1988)
- Sans défense, regia di Michel Nerval (1989)
- Sortis de route, regia di Gilbert Roussel (1989)